# Station Magré-Cortaccia Margreid-Kurtatsch
Station Magré-Cortaccia Margreid-Kurtatsch is een spoorwegstation aan de Brennerspoorlijn in de gemeente Margreid an der Weinstraße tegen de grens van de gemeente Kurtatsch an der Weinstraße gelegen. (Italië-Zuid-Tirol).
De stationsnaam wordt volgens de regels van Trenitalia in het Italiaans aangegeven, gevolgd door het Duits als lokale taal.